# Hitonari Tsuji
Pour les articles homonymes, voir Tsuji.
Œuvres principales
- Le Bouddha blanc
- La Lumière du détroit

Hitonari Tsuji pseudonyme de Jinsei Tsuji (辻 仁成), né le 4 octobre 1959 à Hino, dans la métropole de Tokyo, est un poète, écrivain, réalisateur, compositeur et chanteur de rock japonais. Très connu au Japon comme romancier, il signe plusieurs titres qui ont remporté un immense succès. Il est considéré comme un des chefs de file d'une nouvelle génération d'écrivains japonais. Son roman, Le Bouddha blanc (白仏, 1997), inspiré de la vie de son grand-père, reçoit le prix Femina étranger en 1999.

## Biographie
Hitonari Tsuji fonde en 1985 le groupe de rock ECHOES. C'est durant cette période qu'il se crée le personnage de « Jinsei », la rock-star romantique. Après la séparation du groupe en 1991 il entame sous le nom de Hitonari Jinsei une carrière solo. Dans ses chansons, il n'hésita pas à critiquer ouvertement le président Jacques Chirac pour ses essais nucléaires à Moruroa en 1995.
En littérature, son roman ピアニシモ (littéralement : Pianissimo), remporte le prix Subaru de littérature 1989 et son roman La Lumière du détroit (海峡の光, 1997), le prix Akutagawa 1996.
En tant que peintre, Tsuji a commencé à peindre à l'huile dans les années 1970, alors qu'il était encore au lycée, et a utilisé la grange de sa maison comme galerie pour exposer ses œuvres. Ses créations, qui allient peinture, photographie et écriture, ont permis l'élaboration d'une composition unique dans ses peintures à l'huile.
Tsuji a ensuite établi un atelier en Normandie et a commencé à peindre les paysages de la région. Son style pictural distinctif a été remarqué et apprécié par le peintre japonais Hiroshi Senju, ce qui a contribué à faire connaître le travail de Tsuji au grand public.
Atout France, opérateur unique de l’État en matière de promotion du tourisme, l'a nommé « Ambassadeur de l’amitié pour la destination France 2021 ». Résidant en France depuis le début des années 2000, il partage sa vie en France chaque jour à travers son blog, ses réseaux sociaux et son webmagazine « Design Stories ». Il a ainsi évoqué la situation du monde et de la France pendant la pandémie, avec réalisme mais en gardant toujours le cap vers l’espoir. Atout France a choisi de lui proposer ce titre étant donné son influence importante auprès du public japonais.

## Discographie

### Tsuji Jinsei
- Tooku no sora ha hareteiru (1992)
- Kimi kara tooku hanarete (1992)
- The best of Tsuji Jinsei-JINSEI SONGS (1993)
- Kotoba ha kyuukutsu (1994)
- Daisanhankouki (1995)
- BEST WISHES (1997)
- Sｑ -SUKUEA-. (1998）

### avec BEAT MUSIK
- Babbontekiseijikaikaku (BEAT MUSIK)
- NEW WALL (Tsuji Jinsei & BEAT MUSIK)

## Filmographie

### Scénariste  et réalisateur
- 1995 : Tenshi no wakemae
- 1999 : Sennen tabito (千年旅人?)
- 2001 : Hotoke (ほとけ?)
- 2002 : Firamento
- 2002 : Mokka no koibito (目下の恋人?)
- 2009 : Acacia
- 2013 : Paris Tokyo Paysage
- 2014 : Samenagara miru yume
- 2017 : Tokyo Deshiberu

### Scénariste seulement
- 1998 : Open House, film japonais réalisé par Isao Yukisada
- 2001 : Sitto no nioi (série TV)

### Compositeur
- 2001 : Hotoke (ほとけ?)
- 2002 : Firamento

### Adaptations de ses œuvres par des tiers
- 2001 : Calmi Cuori Appassionati (en) (Reisei to jônetsu no aida), film japonais réalisé par Isamu Nakae, avec Kelly Chen
- 2010 : Sayonara, toujours près de moi (Sayonara itsuka), film japonais réalisé par John H. Lee, avec Miho Nakayama et Hidetoshi Nishijima

## Peinture

### Site web
Galerie web officielle

### Expositions
- 1995 : Exposition Le Guide d'un monde rouillé à la Parco Gallery (Tokyo, Japon)
- 2024 : Exposition Les Invisibles à la galerie d'art ISETAN (Tokyo, Japon)
- 2024 : Exposition Porte du temps immobile à la Shinseido Gallery (Tokyo, Japon)
- 2024 : Exposition Les Invisibles à la GALERIE 20 THORIGNY (Paris, France)
- 2025 : Exposition collective CHOSIS TA MONTURE à la GALERIE 20 THORIGNY (Paris, France)
- 2025 : Exposition Le Visiteur à la Mitsukoshi Contemporary Gallery (Tokyo, Japon)
- 2025 : Exposition Le Visiteur à la Tenmaya Gallery (Okayama, Japon)
- 2025 : Exposition Le Visiteur à la GALERIE 20 THORIGNY (Paris, France)

### Collections et publications
- Plusieurs œuvres, dont NEHAN et Moment blue, sont conservées au musée de l'université Teikyō.
- Publication du catalogue d'art Les Invisibles.
- Publication de l'artbook Vision de Paris, La porte du temps immobile.
- Publication de l'artbook Le Guide d'un monde rouillé.

## Œuvre littéraire traduite en français
- Tokyo décibels (アンチノイズ, 1996), traduit par Corinne Atlan, Paris, Naïve, coll. « Naïve fictions », 2006  (ISBN 2-35021-015-4)
- L'Arbre du voyageur (千年旅人, 1999), traduit par Corinne Atlan, Paris, Mercure de France, coll. « Bibliothèque étrangère », 2003  (ISBN 2-7152-2330-7) ; réédition, Paris, Gallimard, coll. « Folio » no 4304, 2005  (ISBN 2-07-031467-7)
- Le Bouddha blanc (白仏, 1997), traduit par Corinne Atlan, Paris, Mercure de France, coll. « Bibliothèque étrangère », 1999  (ISBN 2-7152-2149-5) ; réédition, Paris, Gallimard, coll. « Folio » no 3479, 2001  (ISBN 2-07-041391-8)  - Prix Femina étranger 1999
- La Lumière du détroit (海峡の光, 1997), traduit par Corinne Atlan, Paris, Mercure de France, coll. « Bibliothèque étrangère », 2001  (ISBN 2-7152-2219-X) ; réédition, Paris, Gallimard, coll. « Folio » no 3884, 2003  (ISBN 2-07-042310-7)  - Prix Akutagawa 1996
- Objectif (愛の工面, 1997), traduit par Karine Chesneau, Paris, 10/18, coll. « Domaine étranger » no 3729 2004  (ISBN 2-264-04033-5)
- En attendant le soleil (太陽待ち, 2001), traduit par Corinne Atlan, Paris, Belfond, coll. « Littérature étrangère », 2004  (ISBN 2-7144-4056-8)
- La Promesse du lendemain (明日の約束, 2005), nouvelles traduites par Yutaka Makino, Paris, Phébus, 2007  (ISBN 978-2-7529-0245-0)
- Pianissimo pianissimo (ピアニシモ・ピアニシモ, 2007), traduit par Ryōji Nakamura et René de Ceccatty, Paris, Phébus, coll. « D'aujourd'hui. Étranger », 2008  (ISBN 978-2-7529-0327-3)
- Dahlia (ダリア, 2009), traduit par Ryōji Nakamura et René de Ceccatty, Paris, Seuil, 2011  (ISBN 978-2-02-102040-3)